# Seznam japonskih divizij druge svetovne vojne
Seznam japonskih divizij druge svetovne vojne.

## Oklepne
- 1. oklepna divizija
- 2. oklepna divizija
- 3. oklepna divizija
- 4. oklepna divizija

## Gardne
- 1. gardna divizija
- 2. gardna divizija
- 3. gardna divizija